# Pachecoa
Pachecoa là một chi thực vật có hoa trong họ Đậu.